# طائر القيثارة الألبرتي
طائر القيثارة الألبرتي أو مانورا ألبرتي (الاسم العلمي Menura alberti)، طائر من جنس طائر القيثارة وفصيلة المانوريات. وهو طائر متوطن في الغابات الشبه استوائية في أستراليا، في منطقة صغيرة على حدود ولايتي نيو ساوث ويلز وكوينزلاند. سُمي على الأمير ألبرت.